# Харпер, Валери
Валери Харпер (англ. Valerie Harper, 22 августа 1939 — 30 августа 2019) — американская актриса, лауреат четырёх премий «Эмми» и «Золотого глобуса». Она наиболее известна по ролям в ситкомах «Шоу Мэри Тайлер Мур» (1970—1974), «Рода» (1974—1978) и «Валери» (1986—1987).

## Жизнь и карьера

### Ранняя жизнь и начало карьеры
Валери Харпер родилась в католической семье в Софферне, Нью-Йорк. Её мать была медсестрой, эмигрировавшей из Канады, а отец продавцом. Будучи подростком, она начала танцевать в кордебалете в Радио-сити и тогда же выступала в многочисленных бродвейских мюзиклах. В 1960 году она выступала вместе с Люсиль Болл в бродвейском мюзикле Wildcat, которую в тот момент Харпер считала человеком, повлиявшем не её будущие комедийные роли.

### Успехи на телевидении

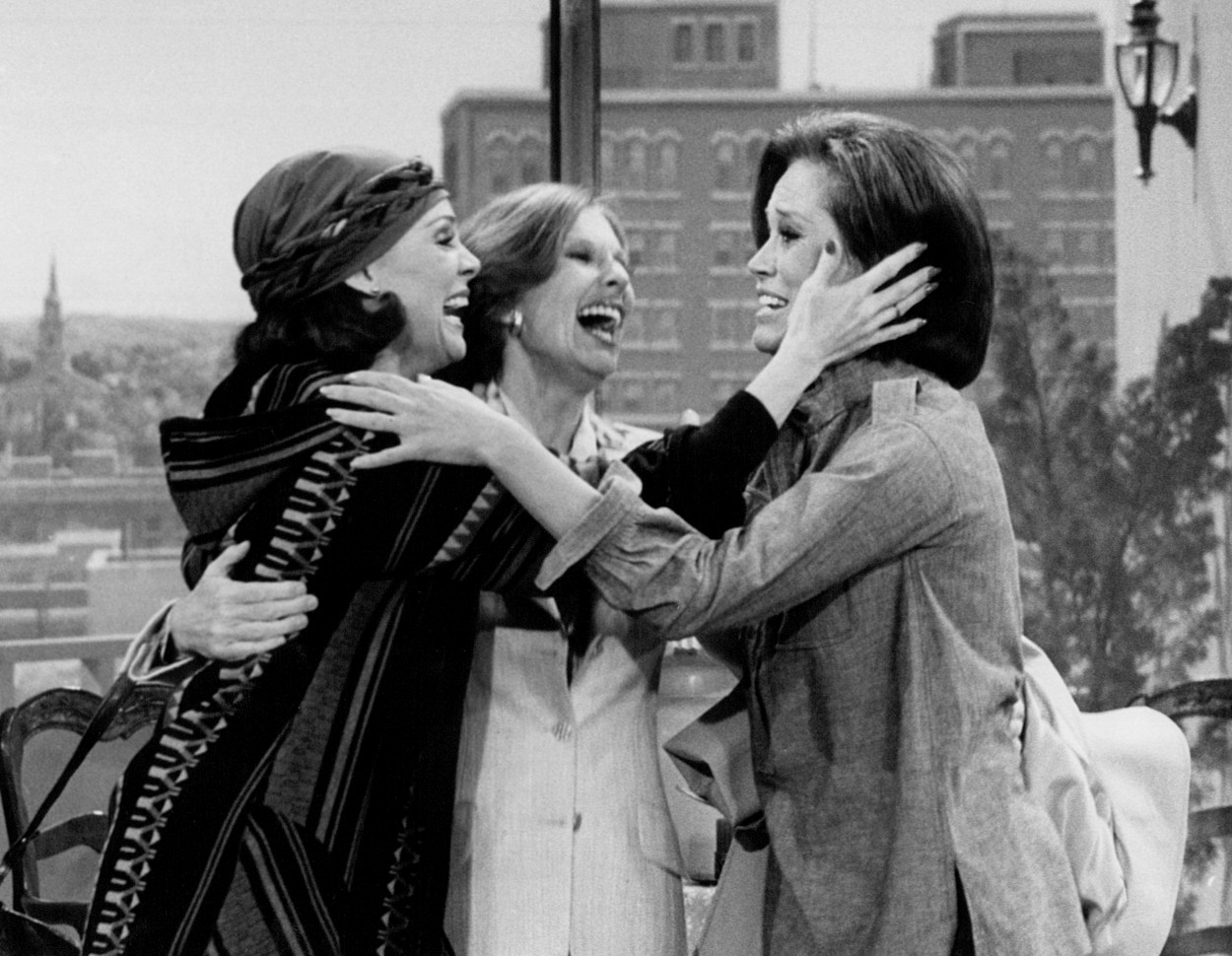
Валери Харпер с Мэри Тайлер Мур и Клорис Личмен в финальном эпизоде «Шоу Мэри Тайлер Мур» в 1977 году

После более десяти лет работы на сцене, в 1970 году, не имея в своем резюме не одной роли на телевидении, Валери Харпер получила роль Роды Моргенштерн в комедийном сериале «Шоу Мэри Тайлер Мур» с Мэри Тайлер Мур. Её еврейский персонаж в шоу и сама актриса быстро стали популярны благодаря яркому образу, а сам проект вошёл в историю телевидения как одно из лучших шоу. Харпер выиграла три последовательные премии «Эмми» за лучшую женскую роль второго плана в комедийном телесериале и дважды выдвигалась на «Золотой глобус».
В 1974 году, благодаря популярности персонажа актрисы в «Шоу Мэри Тайлер Мур» продюсеры решили запустить спин-офф программы — ситком «Рода», в котором Валери Харпер исполнила заглавную роль. «Рода» имела большой успех в телевизионных рейтингах, особенно в первые два сезона, даже опередив своего предшественника. Кроме того сериал был благоприятно встречен критиками, и получил премию «Золотой глобус» в категории «Лучший телевизионный сериал — комедия или мюзикл» в 1975 году. Харпер выиграла Премию «Золотой глобус» за лучшую женскую роль в телевизионном сериале — комедия или мюзикл в 1974 и Премию"Эмми" за лучшую женскую роль в комедийном телесериале в 1975 годах. Шоу просуществовало на экранах пять сезонов и завершилось в 1978 году.
В 1974 году Харпер снялась вместе с Аланом Аркином в фильме «Фриби и Бин», который собрал в прокате более тридцати миллионов, а актриса за свою роль была номинирована на премию «Золотой глобус». Она получила ещё одну номинацию на «Золотой глобус» за роль в кинофильме 1979 года «Глава вторая». Также она снялась в фильмах «Последняя супружеская пара в Америке» в роли конкурентки героини Натали Вуд, и «Во всём виноват Рио» с Майклом Кейном.

### Скандал и суд

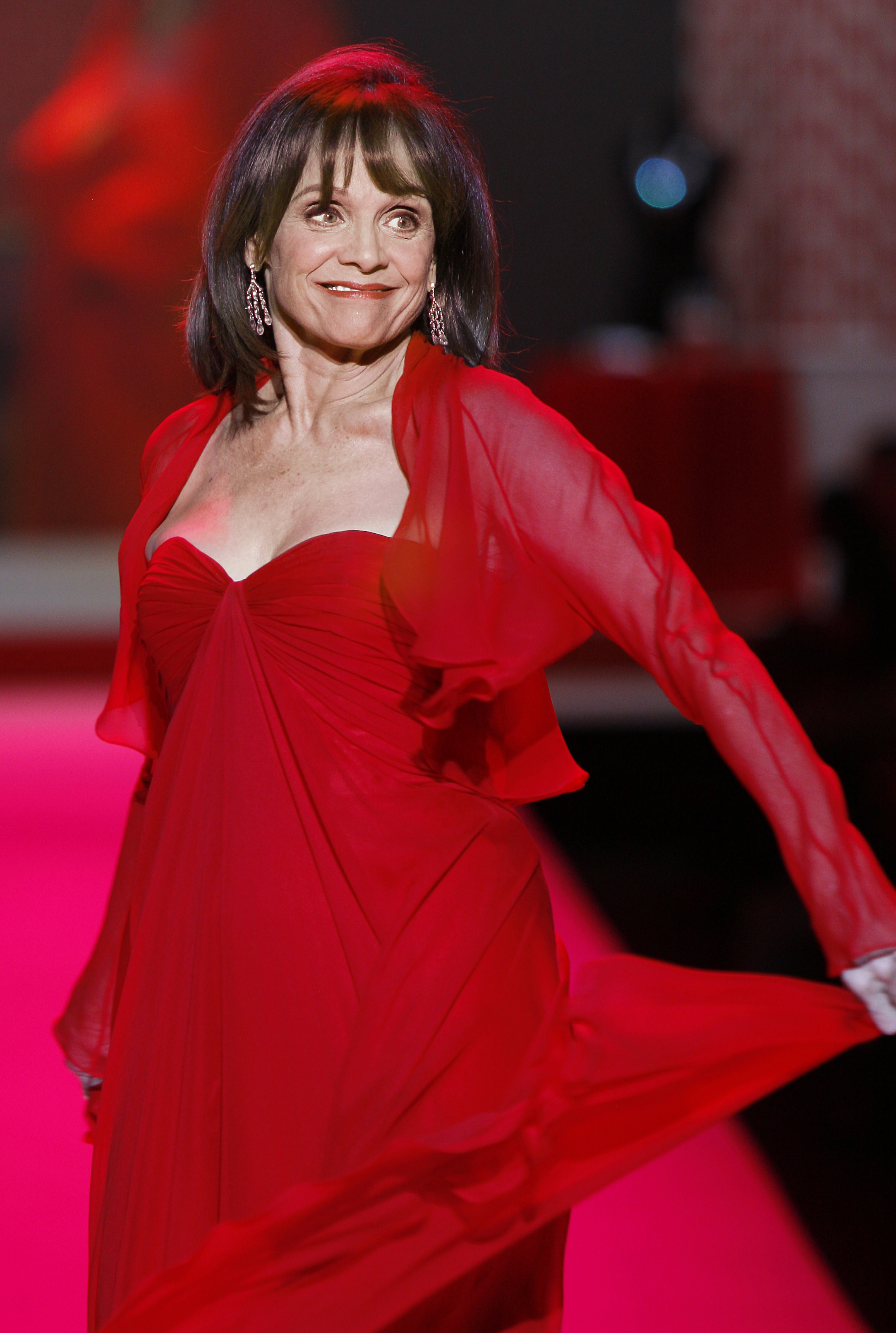
Валери Харпер в 2010 году на благотворительном показе мод

В 1986 году Харпер вернулась на телевидение с заглавной ролью в ситкоме «Валери». В 1987 году она оказалась в центре скандала, когда подала в суд Lorimar, компанию, производившую шоу. Спор заключался в увольнении из шоу её мужа и гонораров актрисы, которая хотела получать процент с прибыли от повторов и прочих продаж. В конце концов актриса была незаконно уволена из собственного шоу после двух сезонов и она на протяжении длительного периода судилась со студией и выиграла дело. Она получила полтора миллиона компенсации и 12,5 процентов от последующей прибыли от шоу. Сэнди Дункан заменила Валери Харпер в шоу, однако его рейтинги пошли вниз и канал вскоре закрыл проект.

### Последние годы
В 1990 году Харпер вернулась на телевидение с главной ролью в очередном ситкоме «Город», который просуществовал лишь один сезон. После она опять предприняла попытку вернуться на экраны с шоу «Офис», которое было закрыто после шести эпизодов. Начиная с девяностых она в основном снималась в различных телефильмах, а также была приглашенной звездой в таких сериалах как «Прикосновение ангела», «Мелроуз Плейс», «Отчаянные домохозяйки» и «До смерти красива».
В 2000 году, спустя двадцать три года после завершения «Шоу Мэри Тайлер Мур», Валери Харпер воссоединилась с Мэри Тайлер Мур в телефильме «Мэри и Рода». В 2001 году она выдвигала свою кандидатуру на пост президента Гильдии киноактёров США, но проиграла Мелиссе Гилберт. В настоящее время она является одним из членов академии. В 2007 году Харпер сыграла роль Голды Меир в фильме «Балкон Голды», экранизации одноимённой пьесы где с 2005 по 2006 год играла главную роль.
В 2010 году Харпер была номинирована на премию «Тони» за главную роль в пьесе «Изогнутая».
15 января 2013 года Валери Харпер опубликовала автобиографию под названием I, Rhoda, в которой описывала каждый из своих этапов в карьере.

## Личная жизнь
В 1964—1978 года Харпер была замужем за актёром Ричардом Шаалом. С 8 апреля 1987 года Валери Харпер замужем во второй раз за актёром Тони Кацциотти. У супругов есть приёмная дочь — актриса Кристина Кацциотти (род.1983).

### Болезнь и смерть
В 2009 году Харпер был поставлен диагноз рак лёгких.
6 марта 2013 года журнал People сообщил, что 15 января у Харпер был диагностирован рак мозга. Врачи сообщили актрисе, что жить ей осталось, примерно три месяца. В конце августа врачи сообщили, что рак Харпер близок к ремиссии, однако возвращение неизлечимой болезни лишь вопрос времени. Вскоре после объявления о болезни Харпер оказалась под пристальным вниманием со стороны прессы и регулярно появлялась на различных шоу. Она воссоединилась с коллегами по «Шоу Мэри Тайлер Мур» в эпизоде ситкома «Красотки в Кливленде», а летом отправилась в Ванкувер, чтобы сыграть главную роль в фильме. В сентябре 2013 года она была приглашена в шоу «Танцы со звёздами».
Харпер скончалась утром 30 августа 2019 года в Лос-Анджелесе на 81-м году жизни и была похоронена 7 сентября на кладбище «Hollywood Forever».

## Избранная фильмография
| Год  |   | Русское название      | Оригинальное название | Роль         |
| ---- | - | --------------------- | --------------------- | ------------ |
| 2011 | с | Отчаянные домохозяйки | Desperate Housewives  | Клэр Бреммер |
| 2015 | с | Две девицы на мели    | 2 Broke Girls         | Нола Андерс  |

## Награды и номинации
| Год  | Награда                      | Категория                                                                 | Работа                | Результат |
| ---- | ---------------------------- | ------------------------------------------------------------------------- | --------------------- | --------- |
| 1971 | «Эмми»                       | Лучшая актриса второго плана в комедийном телесериале                     | «Шоу Мэри Тайлер Мур» | Победа    |
| 1972 | «Эмми»                       | Лучшая актриса второго плана в комедийном телесериале                     | «Шоу Мэри Тайлер Мур» | Победа    |
| 1973 | «Золотой глобус»             | Лучшая женская роль второго плана — мини-сериал, телесериал или телефильм | «Шоу Мэри Тайлер Мур» | Номинация |
| 1973 | «Эмми»                       | Лучшая актриса второго плана в комедийном телесериале                     | «Шоу Мэри Тайлер Мур» | Победа    |
| 1974 | «Золотое яблоко»             | Звезда года                                                               | «Шоу Мэри Тайлер Мур» | Победа    |
| 1974 | «Золотой глобус»             | Лучшая женская роль второго плана — мини-сериал, телесериал или телефильм | «Шоу Мэри Тайлер Мур» | Номинация |
| 1974 | «Эмми»                       | Лучшая актриса второго плана в комедийном телесериале                     | «Шоу Мэри Тайлер Мур» | Номинация |
| 1975 | Hasty Pudding Theatricals    | Женщина года                                                              |                       | Победа    |
| 1975 | «Золотой глобус»             | Лучший актёрский дебют в женской роли                                     | «Фриби и Бин»         | Номинация |
| 1975 | «Золотой глобус»             | Лучшая женская роль в телевизионном сериале — комедия или мюзикл          | «Рода»                | Победа    |
| 1975 | «Эмми»                       | Лучшая актриса в комедийном телесериале                                   | «Рода»                | Победа    |
| 1976 | «Золотой глобус»             | Лучшая женская роль в телевизионном сериале — комедия или мюзикл          | «Рода»                | Номинация |
| 1976 | «Эмми»                       | Лучшая актриса в комедийном телесериале                                   | «Рода»                | Номинация |
| 1977 | «Эмми»                       | Лучшая актриса в комедийном телесериале                                   | «Рода»                | Номинация |
| 1978 | «Эмми»                       | Лучшая актриса в комедийном телесериале                                   | «Рода»                | Номинация |
| 1980 | «Золотой глобус»             | Лучшая женская роль второго плана — Кинофильм                             | «Глава вторая»        | Номинация |
| 1987 | Women in Film Crystal Awards | Специальная премия                                                        |                       | Победа    |
| 2003 | TV Land Award                | Специальная премия                                                        |                       | Номинация |
| 2004 | TV Land Award                | Специальная премия                                                        | «Шоу Мэри Тайлер Мур» | Победа    |
| 2010 | «Тони»                       | Лучшая актриса в пьесе                                                    | «Изогнутая»           | Номинация |